# Rāwah
Rāwah (arabiska: راوة) är en distriktshuvudort i Irak.   Den ligger i distriktet Rawah District och provinsen Al-Anbar, i den nordvästra delen av landet, 260 km nordväst om huvudstaden Bagdad. Rāwah ligger 186 meter över havet och antalet invånare är 13 000.
Terrängen runt Rāwah är platt. Runt Rāwah är det glesbefolkat, med 11 invånare per kvadratkilometer. Närmaste större samhälle är ‘Anah, 13,9 km söder om Rāwah. Trakten runt Rāwah är ofruktbar med lite eller ingen växtlighet.